# Heinkel HD 55
Хейнкель HD 55 (нем. Heinkel HD  55) — немецкая разведывательная летающая лодка.

## Описание
HD 55 представлял собой летающую лодку-биплан, построенную практически целиком из дерева. Крыло и оперение обтягивались полотном. На HD 55 стоял двигатель Siemens Sh20. Мотоустановка монтировалась на раме из стальных труб, воздвигнутой над кабиной пилота. За двигателем располагался дюралевый обтекатель, где находился маслобак и вспомогательные агрегаты.

## История создания
10 мая 1929 года ВВС СССР заключили с Heinkel официальный договор о приобретении двух катапульт типа К-3 и шести летающих лодок HD 55. Двадцатиметровая пневматическая катапульта К-3 могла разогнать самолет весом до 3,5 т до скорости 130 км/ч. Под её возможности и был сконструирован разведчик HD 55. После визита в Германию советской делегации во главе с начальником ВВС СССР Я. И. Алкснисом 28 сентября 1929 года в Москве состоялось заседание руководства ВВС РККА, на котором решили увеличить заказ до 20 самолётов. Исходя из этого, 11 октября подписали дополнительный контракт ещё на 14 самолётов.
Первый HD 55 был построен 19 февраля 1930 году. 25 июля пять самолётов погрузили на пароход. В начале осени прибывшие в разобранном виде самолёты осели на складе ВВС Балтийского моря. В Ленинграде самолёты подвергли тщательному контролю. Итог был неутешительным — выявились течи лодок, неисправности приборов, на нескольких самолетах были перепутаны тросы управления. В общей сложности зафиксировали 61 дефект. Машины разделили между Балтийским и Черноморским флотами. В июне 1941 года два (по другим данным — четыре) HD 55 (КР-1) хранились на складах Черноморского флота.

## Эксплуатация

### Балтийский флот
На Балтийском флоте все HD 55 передали 51-му авиаотряду в Ораниенбауме. С 1932 года в Балтийском флоте имелось 12 самолётов HD 55, были закреплены на линкоре Марат.

### Черноморский флот
На Черноморском флоте из HD 55 начали формировать звенья корабельной авиации. Из-за поломки катапульты, самолёты некоторое время взлетали с воды. После ремонта катапульты 17 февраля 1931 г. было произведено четыре контрольных взлёта. Пилотировал HD 55 лётчик Ганулич. Было принято решение доработать HD 55 на заводе № 45 в Севастополе. Модернизированный образец получил обозначение КР-1 (корабельный разведчик — первый). Спереди на кронштейнах был установлен пулемет ПВ-1.
С 1932 года в Черноморском флоте имелось 6 самолётов HD 55. Все HD 55 (КР-1) были закреплены за корабельными звеньями на линкоре Парижская коммуна и крейсерах Червона Украина, Красный Кавказ и Профинтерн.

## Аварии
Потерпел аварию один из HD 55 — летчик Чернуха задел левым крылом за трап и врезался в борт.
Над Чёрном море у самолёта N366 в воздухе сломался винт.

## Лётно-технические характеристики
| Модификация                 | КР-1                       |
| Размах крыла, м             | 14,00                      |
| Длина, м                    | 10,35                      |
| Высота, м                   | 4,28                       |
| Площадь крыла, м2           | 56,90                      |
| Масса, кг                   |                            |
| пустого самолета            | 1520                       |
| максимальная взлетная       | 2270                       |
| Тип двигателя               | 1 ПД Siemens Sh.20         |
| Мощность, л. с.             | 1 х 480                    |
| Максимальная скорость, км/ч | 194                        |
| Крейсерская скорость, км/ч  | 175                        |
| Практическая дальность, км  | 800                        |
| Практический потолок, м     | 4800                       |
| Экипаж, чел                 | 2                          |
| Вооружение:                 | один пулемет ПВ-1 и два ДА |